# Chrysogorgia arborescens
Chrysogorgia arborescens är en korallart som beskrevs av Nutting 1908. Chrysogorgia arborescens ingår i släktet Chrysogorgia och familjen Chrysogorgiidae. Inga underarter finns listade i Catalogue of Life.